# Pedicularis dunniana
Pedicularis dunniana är en snyltrotsväxtart som beskrevs av Bonati. Pedicularis dunniana ingår i släktet spiror, och familjen snyltrotsväxter. Inga underarter finns listade i Catalogue of Life.